# Gisela (prénom)
Pour les articles homonymes, voir Gisela.
Gisela (ou Gisèla) est un prénom féminin d'origine germanique.
- Français: Gisèle, Giselle
- Espagnol: Gisela, Gicela,  Gicelberta
- Catalan: Gisela
- Hongrois: Gizella
- Italien: Gisella
- Polonais: Gizela
- Portugais: Gisela

## Prénom
- Pour l'ensemble des articles sur les personnes portant ce prénom, consulter :
  - la liste des articles dont le titre commence par ce prénom
  - les listes produites par Wikidata : Liste des personnes de prénom « Gisela » — même liste en incluant les éventuels prénoms composés qui contiennent « Gisela ».
- Gisèla de France (fl. 911), princesse marié à Rollon de Normandie
- Gisela (née en 1979), chanteuse catalane
- Gisela Arendt (1918-1969), nageuse olympique allemande
- Gisela Biedermann (née en 1948), femme politique liechtensteinoise
- Gisela Bleibtreu-Ehrenberg (en) (née en 1929), sociologue et ethnologue allemand
- Gisela Bock (née en 1942), historienne allemande
- Gisela Dulko (née en 1985), joueur argentine de tennis
- Gisela Engeln-Müllges (née en 1940), mathématicienne et artiste allemande
- Gisela Elsner (1937-1992), écrivaine allemande
- Gisela Fischdick (née en 1955), joueuse d'échecs allemande
- Gisela Glende (1925-2016), femme politique est-allemande
- Gisela Gresser (1906-2000), joueur d'échecs américaine
- Gisela Grothaus (née en 1955), céiste de slalom ouest-allemande
- Gisela Hahn (née en 1943), actrice allemande
- Gisela Hochhaltinger, patineuse artistique autrichienne
- Gisela Hochuli (née en 1969), artiste contemporaine suisse
- Gisela Kallenbach (née en 1944), femme politique allemande
- Gisela López (née en 1968), journaliste et femme politique bolivienne
- Gisela Mauermayer (1913-1995), athlète allemande en lancer du disque
- Gisela May (1924-2016), actrice et chanteuse allemande
- Gisela Mota Ocampo (1982-2016), femme politique mexicaine
- Gisela Oeri (née en 1955), présidente et mécène suisse de football
- Gisela Pankow (1914-1998), neuropsychiatre et psychanalyste français
- Gisela Peschke (1942-1993), décoratrice et artiste-peintre allemande
- Gisela Praetorius (1902-1981), femme politique allemande
- Gisela Richter (1882-1972), archéologue et historienne anglaise
- Gisela Schmidting (1920-2005), chanteuse et actrice allemande
- Gisela Splett (née en 1967), femme politique allemande dans le Bade-Wurtemberg
- Gisela Stein (1935-2009), actrice allemande
- Gisela Steineckert (née en 1931), femme de lettres et politique est-allemande
- Gisela Storz (en), microbiologiste américaine
- Gisela Stuart (né en 1955), femme politique anglaise
- Gisela Trowe (1922-2010), actrice allemande
- Gisela Uhlen (1919-2007), actrice allemande
- Gisela Valcárcel (née en 1963), présentatrice et actrice péruvienne
- Gisela von Collande (1915-1960), actrice allemande
- Gisela von Kerssenbrock (morte en 1300), enlumineuse et auteure allemande
- Gisela Werbisek (1875-1956), actrice autrichienne
- Gisela Werler (1934-2003), braqueuse de banque allemande
- Gisela Wuchinger (née en 1950), chanteuse autrichienne